# Lars Nordh
Lars Harry Nordh, född 10 juli 1936 i Eksjö, död 6 december 2011, var en svensk skådespelare. Nordh medverkade bland annat i Roy Anderssons film Sånger från andra våningen.
Lars Nordh är gravsatt på Nacka norra kyrkogård.

## Filmografi
- 2000 – Sånger från andra våningen - Karl
- 2001 – Villospår -	Forsfält